# Lucius Domitius Ahenobarbus (Konsul 16 v. Chr.)
Lucius Domitius Ahenobarbus (* um 49 v. Chr.; † 25) war ein römischer Senator der augusteischen und tiberischen Zeit.
Domitius Ahenobarbus war ein Sohn des Gnaeus Domitius Ahenobarbus, Konsul im Jahr 32 v. Chr., und verheiratet mit Antonia der Älteren, einer Tochter des Marcus Antonius. Die Verlobung des wohl noch minderjährigen Lucius mit der damals zweijährigen Antonia wurde im Rahmen der Verhandlungen zum Vertrag von Tarent (37 v. Chr.) zwischen den Triumvirn Octavian, Marcus Antonius und Marcus Aemilius Lepidus vereinbart. Die Hochzeit fand nach dem Tod seines Vaters im Jahr 30 v. Chr. statt.
Domitius war 22 v. Chr. kurulischer Ädil und im Jahr 16 v. Chr. ordentlicher Konsul. Im Jahr 12 v. Chr. war er Prokonsul der Provinz Africa. Als Statthalter von Illyricum führte Domitius von 6 v. Chr. bis 1 n. Chr. Feldzüge nach Germanien, wobei er im Jahre 3 v. Chr. als erster römischer Militärbefehlshaber über die Elbe vordrang (siehe auch Augusteische Germanenkriege). Anschließend war er Befehlshaber des Heeres in Germanien und legte die pontes longi („lange Brücken“) an, einen Bohlenweg, möglicherweise im Sumpfland zwischen Rhein und der Ems. Im Jahr 14 n. Chr. wurde Domitius Arvalbruder.
Domitius war der Vater des Gnaeus Domitius Ahenobarbus, des Konsuls des Jahres 32 n. Chr. und Vaters des Kaisers Nero, der Domitia und der Domitia Lepida.